# Asger Leth
Asger Leth (født 1970) er en dansk filminstruktør.
Asger Leth er søn af filminstruktøren Jørgen Leth og filmklipperen Ann Bierlich. Han har været med til at skrive og instruere flere af faderens film. Ghosts of Cité Soleil er Asger Leths første større film, for denne film har han fået prisen for den bedste dokumentarfilm ved den årlige festival hos instruktørsammenslutningen Directors' Guild of America. Han har desuden instrueret Hollywoodfilmen Man on a Ledge, med Sam Worthington i hovedrollen.

## Reference
1. ↑  Fornem pris til dansk dokumentarfilm – Politiken.dk